# Liste der Geotope in Pforzheim
Diese sortierbare Liste der Geotope in Pforzheim enthält die Geotope des baden-württembergischen Stadtkreises Pforzheim, die amtlichen Bezeichnungen für Namen und Nummern sowie deren geographische Lage. Die Geotope sind im Geotop-Kataster Baden-Württemberg dokumentiert und umfassen Aufschlüsse von Gesteinen, Böden, Mineralien und Fossilien sowie besondere Landschaftsteile.

## Liste
Im Stadtkreis sind 10 Geotope (Stand 29. April 2020) offiziell vom Landesamt für Geologie, Rohstoffe und Bergbau (LGRB) ausgewiesen:
| Steckbrief Nr. (PDF) | Name                                                                                       | Geotoptyp          | Gemeinde/Stadt, Gemarkung    | Koordinaten                     | Bild | Bemerkungen                                                                         |
| -------------------- | ------------------------------------------------------------------------------------------ | ------------------ | ---------------------------- | ------------------------------- | ---- | ----------------------------------------------------------------------------------- |
| 2918                 | Felsenmeer im Gebiet Hagenschieß                                                           | Landschaftselement | Pforzheim                    | 48° 51′ 55,2″ N, 8° 43′ 32,5″ O |      | Geologische Einheit: Mittlerer Buntsandstein Status: mit geschützt (NSG Felsenmeer) |
| 2919                 | Ehem. Steinbruch an B 10 in Eutingen am NW-Hang des Eichwalds                              | Aufschluss         | Pforzheim Gemarkung Eutingen | 48° 54′ 28,6″ N, 8° 45′ 4,4″ O  |      | Geologische Einheit: Grenzbereich Mittlerer Buntsandstein/ Oberer Buntsandstein     |
| 2920                 | Böschung bei der Autobahnunterführung der Straße Pforzheim-Kieselbronn                     | Aufschluss         | Pforzheim Gemarkung Eutingen | 48° 55′ 5,3″ N, 8° 43′ 45,7″ O  |      | Geologische Einheit: Oberer Muschelkalk                                             |
| 2921                 | Steinbruch/Schotterwerk NW von Eutingen S der Autobahn A 8                                 | Aufschluss         | Pforzheim Gemarkung Eutingen | 48° 54′ 58,2″ N, 8° 43′ 53,6″ O |      | Geologische Einheit: Oberer Muschelkalk                                             |
| 2922                 | Aufg. Steinbruch auf dem Wallberg N von Brötzingen                                         | Aufschluss         | Pforzheim                    | 48° 53′ 49″ N, 8° 40′ 1,2″ O    |      | Geologische Einheit: Unterer Muschelkalk                                            |
| 2923                 | Straßeneinschnitt in Pforzheim-Brötzingen S der Enzbrücke an der Straße nach PF-Sonnenberg | Aufschluss         | Pforzheim                    | 48° 52′ 56,9″ N, 8° 40′ 9,9″ O  |      | Geologische Einheit: Oberer Buntsandstein                                           |
| 2924                 | Aufschlüsse in Pforzheim am Schlossberg zwischen PF-Sonnenberg und PF-Weißenstein          | Aufschluss         | Pforzheim                    | 48° 52′ 10,6″ N, 8° 40′ 35,2″ O |      | Geologische Einheit: Mittlerer Buntsandstein                                        |
| 2925                 | Doline Enzenloch                                                                           | Doline             | Pforzheim                    | 48° 54′ 8,3″ N, 8° 39′ 41,4″ O  |      | Geologische Einheit: Oberer Muschelkalk                                             |
| 2926                 | Aufg. Schwerspatwerk Käfersteige ca. 2000 m ESE von Würm                                   | Stollen            | Pforzheim Gemarkung Würm     | 48° 50′ 58,9″ N, 8° 45′ 56″ O   |      | Geologische Einheit: Schwerspat                                                     |
| 2927                 | Aufg. Schwerspatwerk Käfersteige ca. 4000 m NW von Tiefenbronn, Straße nach Pforzheim      | Verladeanlage      | Pforzheim Gemarkung Würm     | 48° 50′ 10,3″ N, 8° 45′ 56,2″ O |      | Geologische Einheit: Schwerspat                                                     |